# Barboși (erőd)
Barboși Galați városrésze a Szeret partján, egykori erőd helye.

## Története
Barboşi és környéke már ókorban is lakott hely volt. A település helyén, a Duna és a Szeret folyó torkolatánál egy ókori (dák) erőd állt, mely először csak földvár volt, majd később kőből egy nagyobb erőddé építették át. A Duna szemközti oldalán, a hídfő bal partján, mely egykor Moesiához tartozott, állt Dinogetia, ahol egy római légió állomásozott a Szeret menti út védelmére.
A barboși-i fennsíkon épített erőd egykor 5000 nm területen feküdt, 1,1 méter vastagságú kőfallal körülvéve, téglalap alakú belső toronnyal rendelkezett, és kettős árokrendszer vette körül. Nyomai mára már alig láthatók.
Az egykori erőd (castrum) közelében egy polgári település alakult ki, ahonnan a feltárások során sok felirat, kerámiatöredék és pénzérme került elő.